# Ferdinand Piontek
Ferdinand Piontek (5. listopadu 1878, Hlubčice – 2. listopadu 1963, Zhořelec) byl německý římskokatolický duchovní a kapitulní vikář vratislavské arcidiecéze.
Po smrti arcibiskupa Adolfa Bertrama byl roku 1945 vybrán jako kapitulní vikář vratislavské arcidiecéze. V roce 1946 odešel z Polska do západního Německa a o rok později do Zhořelce ve východním Německu. V roce 1956 byl jmenován titulárním biskupem arcidiecéze Barca a roku 1963 asistentem papežského trůnu.
Pochován je v kostele svatého Jakuba ve Zhořelci.